# Franciszek Poniatowski
Franciszek Poniatowski herbu Ciołek (ur. 3 października 1651, zm. w maju 1691) – cześnik wyszogrodzki od 1690, łowczy podlaski od 1680.
Syn Jana, dziadek króla Stanisława Augusta Poniatowskiego.
W 1683 dowodził chorągwią pancerną koronną kasztelana krakowskiego Andrzeja Potockiego.
W 1674 poślubił Helenę Niewiarowską, z którą miał dzieci:
- Józefa,
- Stanisława,
- Michała Jacentego,
- Zofię Agnieszkę.